# 国家備蓄
国家備蓄（こっかびちく）とは石油や液化石油ガス、レアメタルのような戦略物資となる地下資源を供給が制限される事態に対して予め備蓄しておく石油天然ガス・金属鉱物資源機構による国の直轄事業である。

## 概要
1967年の第3次中東戦争を契機に石油備蓄が具体的政策として取り上げられ1972年から民間備蓄増強計画がスタートし、1973年10月に勃発した第4次中東戦争による第1次石油危機により必要性を痛感させられることになり、1980年度末に90日の備蓄目標が達成された。
その他の液化石油ガス、レアメタル 等に関しても備蓄が進められる。法律で備蓄が義務付けられているのは石油と液化石油ガスのみで天然ガスには義務付けられていない。

## 備蓄量
石油
国家備蓄:約4,782万kl(94日分)、民間備蓄:約3,288万kl(83日分)
液化石油ガス
300万トン:国家備蓄:150万トン(50日分)、民間備蓄:150万トン(50日分)
レアメタル
国家備蓄:42日分、民間備蓄:18日分、合計60日分